# Liste katholischer Verlage
In dieser Liste werden Verlage (Buch- und Zeitschriftenverlage) aufgenommen, die entweder von der katholischen Kirche, einem Orden bzw. einer sonstigen katholischen Gruppierung geleitet werden oder die sich selbst als katholisch bezeichnen.
Rund 120 katholische Verlage und Buchhandlungen (Stand 2023) sind im Katholischen Medienverband zusammengeschlossen.

## A
- Adamas Verlag, Köln
- Agnus-Dei-Verlag / Michaela Voss, Roßhaupten
- ars liturgica, Maria Laach
- Aschendorff Verlag, Münster

## B
- J. P. Bachem Verlag GmbH, Köln
- Badenia Verlag und Druckerei GmbH, Karlsruhe
- Bauer-Verlag GmbH, Thalhofen
- Be&Be Verlag GmbH, Heiligenkreuz im Wienerwald
- Bergmoser + Höller Verlag, Aachen
- Bernardus-Verlag, Aachen
- Beuroner Kunstverlag, Beuron
- Birkenverlag der Herz-Jesu-Missionare, Freilassing
- Blindenschrift-Verlag, Paderborn
- Bonifatius Buchverlag, Paderborn
- Butzon & Bercker, Kevelaer

## C
- Christiana-Verlag, Stein am Rhein (Schweiz)
- Chr. Belser AG für Verlagsgeschäfte & Co. KG, Stuttgart
- CALIX Verlag, Aufhausen

## D
- Verlag Der Christliche Osten, Würzburg
- Dialog Verlag, Münster
- Dominus-Verlag, Augsburg
- Don Bosco Verlag, München

## E
- Echter Verlag, Würzburg
- Einhard-Verlag, Aachen
- EOS Verlag der Erzabtei St. Ottilien

## F
- FE-Medienverlag, Kißlegg
- Verlag Ferdinand Schöningh, Paderborn
- Kunstverlag Josef Fink, Lindenberg im Allgäu
- Franz von Sales Verlag, Eichstätt
- Friedrich Pustet Verlag
- Franziskus-Verlag, Konstein

## H
- Verlag Haus Altenberg GmbH, Düsseldorf
- Heinrichs-Verlag GmbH, Bamberg
- Verlag Herder und Verlagsgruppe Herder, Freiburg/Breisgau
- Verlag der Hiltruper Missionare, Münster

## J
- Johann Wilhelm Naumann Verlag GmbH, Würzburg
- Johannes Verlag, Einsiedeln

## K
- Katholisches Bibelwerk, Stuttgart
- Ketteler-Verlag GmbH, Köln
- Klens Verlag in der Schwabenverlag AG, Ostfildern
- Verlag Josef Knecht, Freiburg im Breisgau
- Kösel-Verlag, München
- Kyrios Verlag, Freising

## L
- Lahn Verlag, Kevelaer
- Lambertus-Verlag, Freiburg
- Lepanto Verlag, Rückersdorf üb. Nürnberg
- Verlag Liboriusblatt GmbH & Co. KG, Hamm
- Verlag Liborius Magazin, Hamm

## M
- Magdalenen-Verlag C. Kopp OHG, Holzkirchen
- Matthias-Grünewald-Verlag
- Miriam-Verlag, Jestetten
- Mediatrix-Verlag, St. Andrä-Wördern (Österreich)
- Media-Maria, Illertissen
- Miriam Verlag, Mainz
- MM Verlag, Aachen
- Morus Verlag, Berlin

## N
- Verlag Neue Stadt GmbH, Oberpframmern
- Norbertus-Verlag, Magdeburg
- Verlag nova & vetera, Bonn

## P
- Parzeller GmbH & Co. KG Verlag, Fulda
- Patmos Verlag
- Patrimonium-Verlag, Aachen
- Patris Verlag GmbH, Vallendar
- Pattloch Verlag, München
- Paulinus Verlag GmbH, Trier
- Pneuma Verlag, München
- Poppe-Verlag, Windberg
- Präsenz Kunst & Buch, Hünfelden

## R
- Reimund Maier Verlag, Schweinfurt

## S
- Verlagsbuchhandlung Sabat UG, Kulmbach
- Sadifa Media Verlags-GmbH, Kehl am Rhein
- St. Benno Buch und Zeitschriften Verlagsgesellschaft mbH, Leipzig
- Verlag St. Josef, St. Pölten (Österreich)
- Sankt Michaelsbund, München
- Sankt Ulrich Verlag, Augsburg
- Sarto Verlag, Bobingen
- Verlag Schnell & Steiner GmbH, Regensburg
- Schönstatt-Verlag, Vallendar
- Unternehmensgruppe Schwabenverlag und Schwabenverlag AG, Ostfildern
- SJM-Verlag GmbH, Neusäß
- Steyler Verlagsbuchhandlung GmbH, Sankt Augustin

## U
- Ulrich Oettel Verlag, Bad Bentheim
- Verlag Urfeld, Bad Tölz

## T
- Verlagsanstalt Tyrolia GmbH, Innsbruck (Österreich)
- theo Verlags GmbH, Düsseldorf

## V
- Verlag der Oblaten, Mainz
- Verlag Kreuz
- Vier-Türme-Verlag, Münsterschwarzach

## W
- Verlagsgruppe Weltbild, Augsburg
- Willibaldverlag GmbH, Eichstätt